# Jíloviště

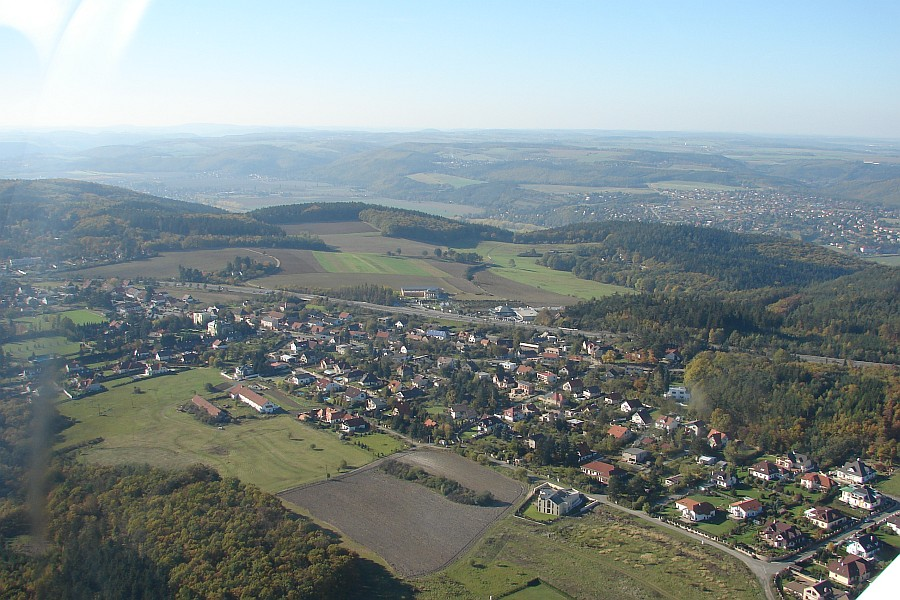
Luftbild von Jíloviště

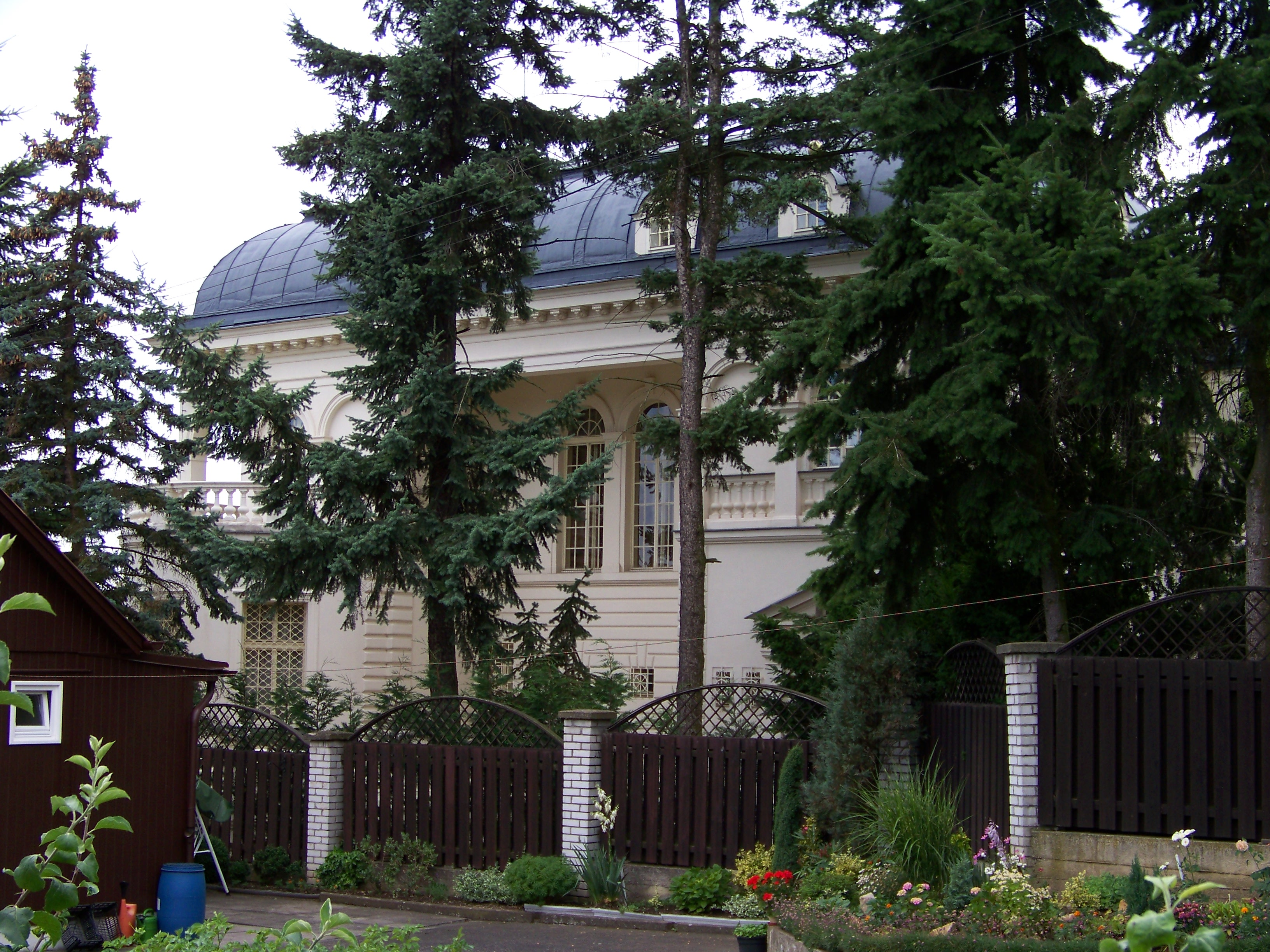
Hotel Hubertus, volkstümlich Schloss Jíloviště

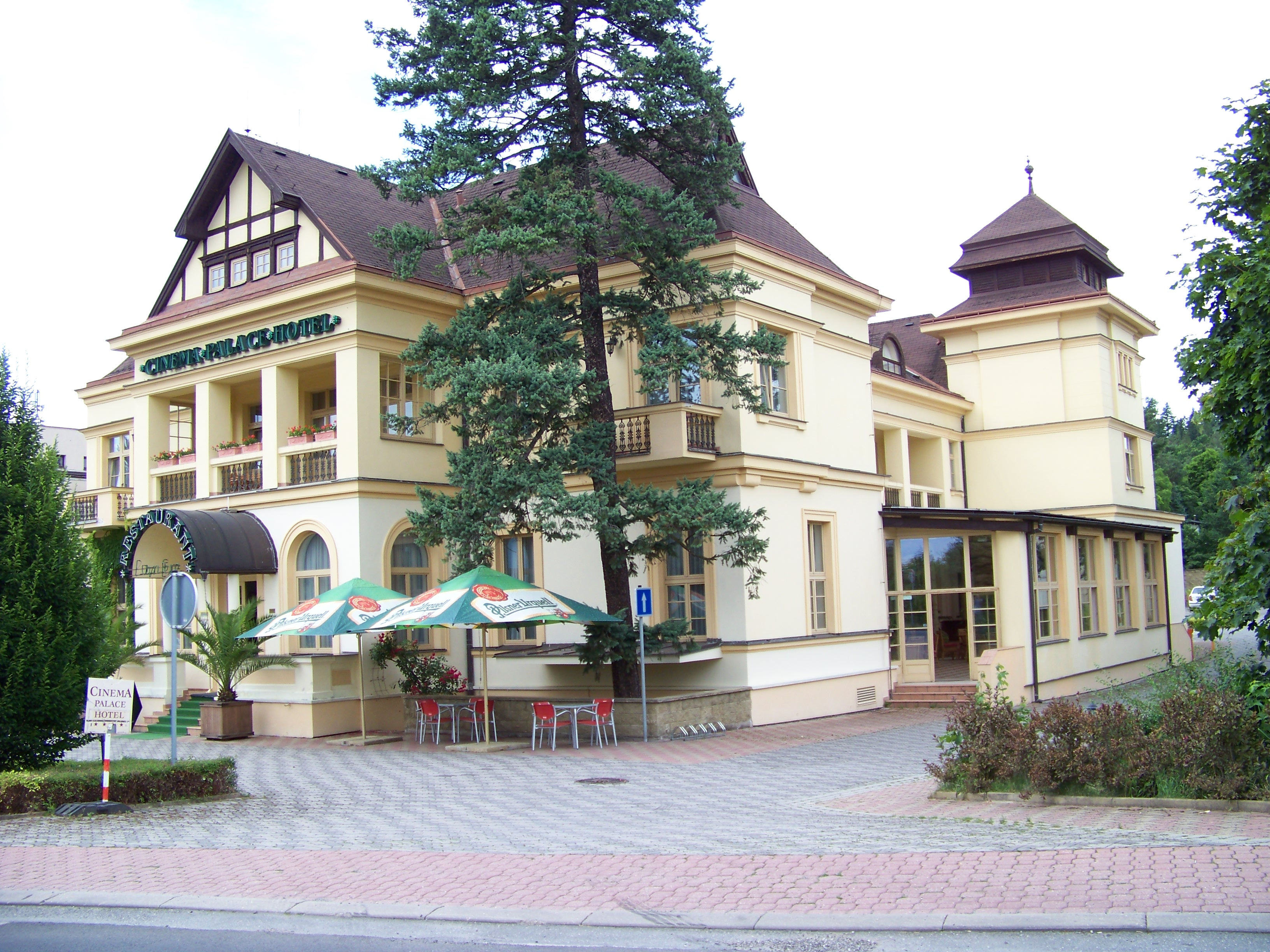
Cinema Palace Hotel

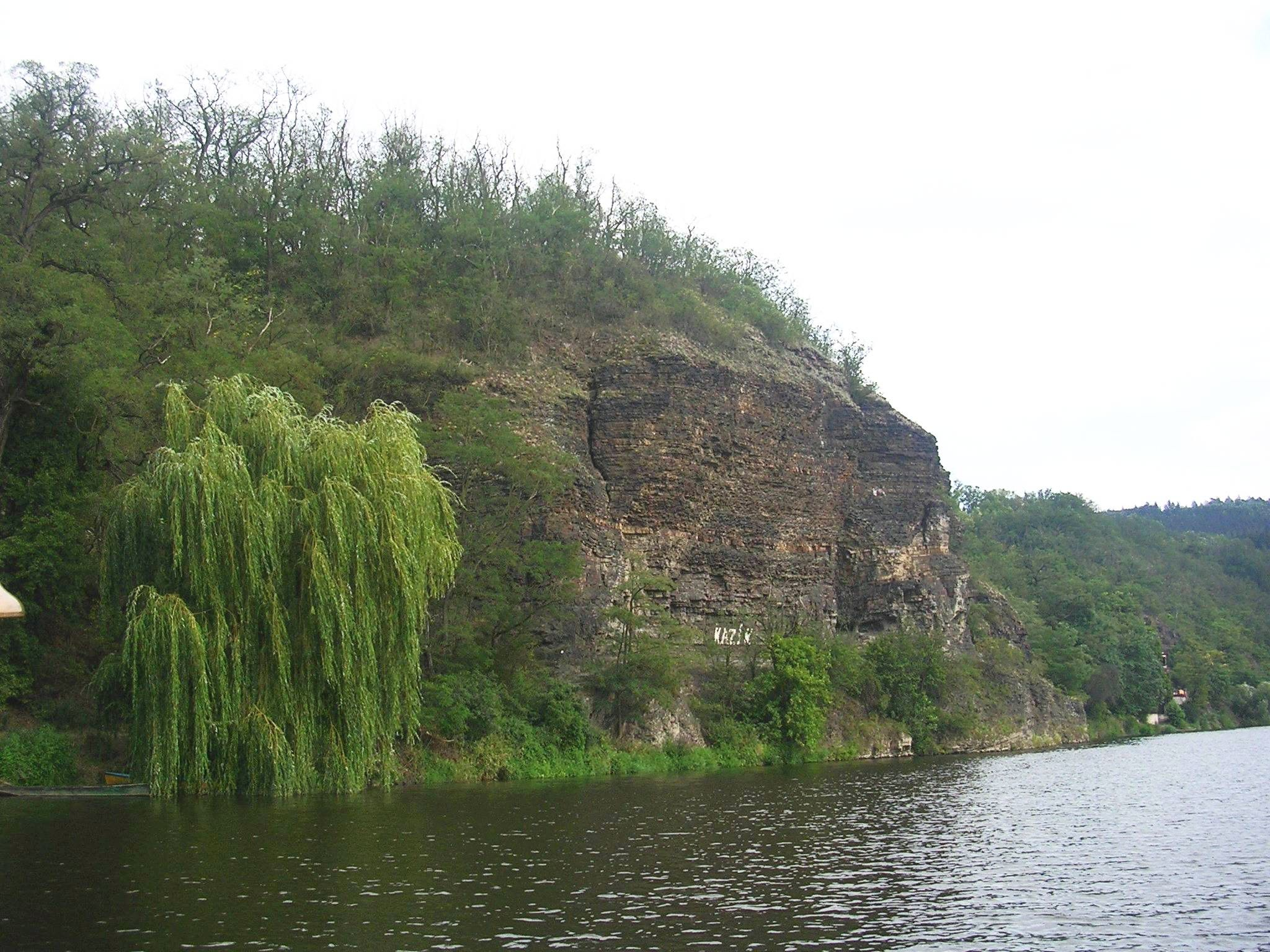
Felssporn Kazín an der Berounka

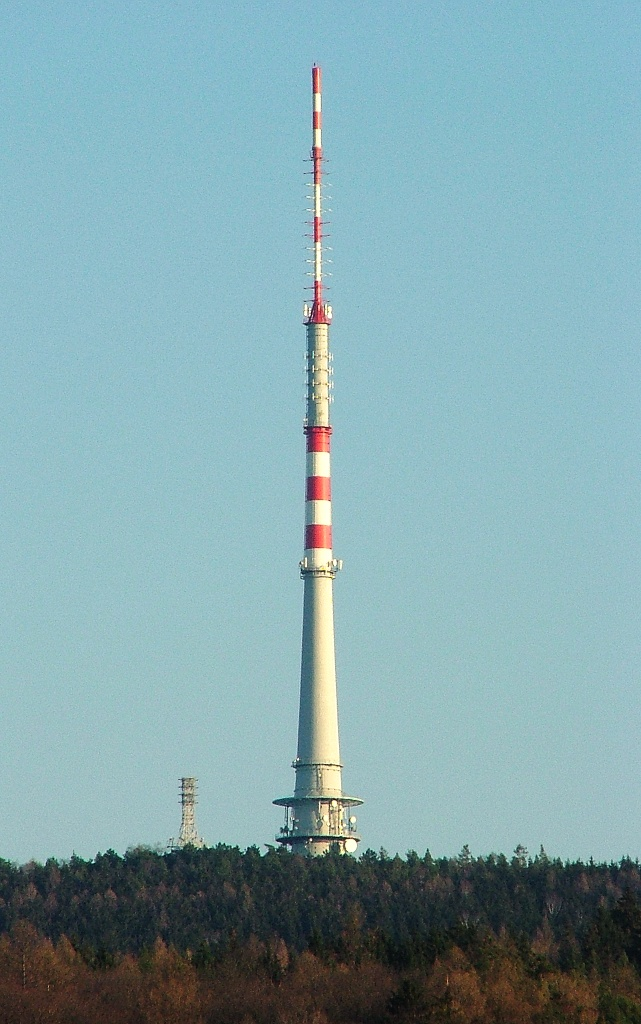
Fernsehturm Cukrák

Jíloviště, bis 1924 Jiloviště (deutsch Julowischt, früher Jilowischt, auch Gilowischt) ist eine Gemeinde in Tschechien. Sie liegt 18 Kilometer südlich des Stadtzentrums von Prag an dessen Stadtgrenze und gehört zum Okres Praha-západ.

## Geographie
Jíloviště befindet  sich zwischen den tief eingeschnittenen Tälern der Moldau und Berounka in den Hřebeny (Brdykamm). Der Ort wird von ausgedehnten Wäldern umgeben; gegen Norden und Westen erstreckt sich der Naturpark Hřebeny. Östlich liegt der Moldaustausee Vrané. Am südwestlichen Ortsrand entspringt der Moldauzufluss Haďák bzw. Jílovišťský potok. Westlich des Dorfes ist das Quellgebiet des Mokropeský potok, nördlich von Jíloviště entspringt der Humenský potok; beide Bäche münden in die Berounka. Nordöstlich erhebt sich die Kopanina (411 m n.m.) mit dem Fernsehturm Cukrák, im Westen der Kámen (414 m n.m.). Im nördlichen Teil des Katasters befinden sich über der Berounka die Burgställe Humensko und Kazín; der nordöstliche Teil umfasst den Großteil des Wildgeheges Daliborka. Durch Jíloviště führt die Straße I/4 zwischen Zbraslav und Mníšek pod Brdy, die ab der Abfahrt 9 Jíloviště zur Autobahn D4 ausgebaut ist.
Nachbarorte sind Dolní Mokropsy, Černošice, Údolí Hvězd, Kazín, Obsiny und Lipany im Norden, Lipence, Baně, Strnady und Vrané nad Vltavou im Nordosten, Skochovice im Osten, Leznice, Měchenice und Trnová im Südosten, V Remízku, Klínec und Varadov im Süden, Na Homolce, Potoky, Černolice und Nový Dvůr im Südwesten, Všenory im Westen sowie Horní Mokropsy und Montana im Nordwesten.

## Geschichte
Das Waldgebiet bei der Grenzbefestigung Osseca (Osek) in den Hřebeny gehörte im Frühmittelalter zu den westlichsten Besitzungen der Slavnikiden. Später wurde die vom Goldenen Steig durchquerte und nur schwach besiedelte Gegend zwischen den Klöstern Břevnov, Insula und Königsaal aufgeteilt.
In der Mitte des 14. Jahrhunderts ließen die Königsaaler Zisterzienser die bewaldete Hochfläche zwischen Berounka und Moldau besiedeln; da Jíloviště im Königsaaler Urbar von 1342 noch nicht aufgeführt ist, dürfte die Ortsgründung wenig später erfolgt sein. Die erste urkundliche Erwähnung von Jistba erfolgte im Jahre 1347 als der Richter Vavřinec, der wahrscheinlich auch der Lokator war, dem Kloster die Einkünfte aus dem Gericht und Kretscham verkaufte. 1357 wurde die Kirche des hl. Wenzel in Jistba erstmals erwähnt; seit 1380 ist sie als Pfarrkirche nachweislich, ab 1384 gehörte die Kirche zum neu gebildeten Dekanat Ořech. Zu Beginn des 15. Jahrhunderts bestand das Dorf aus 12–15 Gehöften. 
Die letzte Erwähnung der Kirche stammt aus dem Jahre 1419; es ist anzunehmen, dass sie von den Hussiten vernichtet wurde. Danach wurde Jíloviště nach Líšnice eingepfarrt. Nachdem das Kloster Königsaal im Jahre 1420 während der Hussitenkriege zerstört worden war, wurden seine Güter durch König Sigismund an verschiedene weltliche Herren verteilt. Neuer Besitzer von Jíloviště wurde der Karlsteiner Lehnsmann Zikmund Bolechovec von Pušperk, ein verdienstvoller kaiserlicher Krieger von niederem Adel, der auch das Gut Dobřichovice erworben hatte. Mitte des 16. Jahrhunderts erhielten die Königsaaler Zisterzienser den größten Teil ihres alten Besitzes, darunter die Wälder um Líšnice, Klínec und Jíloviště zurück. Das Dorf Jíloviště ist zu dieser Zeit im Verzeichnis der Klosterdörfer als wüst aufgeführt. Die Zisterzienser besiedelten Jíloviště neu, im Urbar von 1587 sind neun bewohnte Anwesen erfasst. Außerdem errichtete das Kloster in Jíloviště einen Klosterhof. Der Dreißigjährige Krieg führte zum wirtschaftlichen Niedergang der Klosterdörfer. Die in den 1630er und 1640er Jahren auf dem Handelsweg von Prag nach Příbram durchziehenden schwedischen Truppen plünderten und brannten die daran gelegenen Dörfer nieder. 1639 zogen die Schweden unter General Banér durch die Gegend, sechs Jahre später wurde sie von einem Heer unter General Torstensson und 1648 von den Truppen des Generals Wittenberg heimgesucht. Wahrscheinlich wurde Jíloviště bereits 1639 zerstört, in der 1649 erstellten Übersicht der Königsaaler Klostergüter wird der Hof nicht erwähnt. Im Untertanenverzeichnis nach dem Glauben (Soupis poddaných podle víry) von 1651 sind in Jíloviště 47 Einwohner aufgeführt, darunter drei Köhler, ein Müller und Schankwirt, die übrigen Bewohner lebten von der Landwirtschaft. Im Jahre 1654 wurden in der Berní rula sechs Bauernwirtschaften, von denen vier wüst lagen, sowie zwei wüste Chaluppen erfasst. Die während des Krieges erloschene Pfarrei und Pfarrschule Líšnice wurde 1696 erneuert. Zu dieser Zeit begannen auf dem Goldenen Steig die Wallfahrten zum Heiligen Berg bei Příbram, später auch zur Malá Svatá hora bei Mníšek. Bis 1714 gehörte das Dorf zum Kreis Podbrdsko, danach zum Berauner Kreis. Bei der Einführung der Hausnummerierung im Jahre 1777 bestand Jíloviště aus 23 Häusern. 
Nach der Aufhebung des Klosters im Zuge der Josephinischen Reformen im Jahre 1785 gehörte Jilowischt zur Herrschaft Königsaal, die von der k.k. böhmischen Staatsgüteradministration für den Religionsfonds verwaltet wurde. 1829 wurde in Trnová eine Schule eingerichtet, zu der auch Kinder aus Jilowischt eingeschult wurden. Im April 1827 ersteigerte Friedrich Kraft Heinrich zu Oettingen-Oettingen und Oettingen-Wallerstein die Herrschaft und trat sie an seine Frau Sophia Maria, geborene Landgräfin von Fürstenberg († 1829) ab. 1832 fiel die Herrschaft dem Witwer zu; nach dessen Tode erbten 1845 seine zweite Frau Maria Anna, geborene Gräfin von Trauttmansdorff-Weinsberg, sowie seine Kinder aus beiden Ehen den Besitz gemeinschaftlich.
Im Jahre 1846 bestand das an der Passauer Straße gelegene Dorf Gilowischt, auch Jilowischt bzw. Gilowisst genannt, aus 31 Häusern mit 221 Einwohnern. Im Ort gab es ein obrigkeitliches Jägerhaus und ein Wirtshaus. Pfarrort war Lischnitz. Bis zur Mitte des 19. Jahrhunderts blieb Gilowischt der Herrschaft Königsaal untertänig.
Nach der Aufhebung der Patrimonialherrschaften bildete Jiloviště/Jilowischt ab 1849 eine Gemeinde im Gerichtsbezirk Königsaal. Karl Friedrich zu Oettingen-Oettingen und Oettingen-Wallerstein, der 1861 mit dem Erreichen der Volljährigkeit die väterlichen Güter übernahm, ließ in Jíloviště ein neues Forstrevier einrichten; der Wohnsitz des Revierförsters war in Königsaal. Ab 1869 gehörte Jiloviště zum Bezirk Smichow. Im Jahre 1875 vereinigten sich Jiloviště und Trnová zu einer Gemeinde Jiloviště. Das Dorf Jiloviště bestand zu dieser Zeit aus 36 Häusern und hatte 248 Einwohner. Bei einem Besuch in Jiloviště kündigte der Prager Erzbischof Friedrich zu Schwarzenberg 1875 die Umpfarrung des Dorfes von Líšnice zur Pfarrei Trnová an, sie wurde 1880 nach der Zustimmung durch das Konsistorium vollzogen. Im Jahre 1901 hatte Jiloviště 216 Einwohner, die größtenteils in auswärtigen Industriebetrieben arbeiteten. 1908 wurde erstmals das Bergrennen Zbraslav-Jíloviště ausgetragen. 1910 erwarb der Textilindustrielle Cyril Bartoň-Dobenín die Grundherrschaft Königsaal. Ab 1918 gehörte das Dorf zur neu gegründeten Tschechoslowakei. Trnová löste sich 1920 wieder von Jiloviště los und bildete eine eigene Gemeinde. Von der Bodenreform von 1921 blieb die Grundherrschaft Königsaal weitgehend verschont, da sie keine riesigen Ländereien besaß. Die Gemeinde Jiloviště erwarb von der Familie Bartoň-Dobenín einen Anteil an den Dorffluren, der heute als Zvonice bezeichnet wird. Der nach dem Ende des Ersten Weltkrieges wieder einsetzende Tourismus wurde in Jiloviště als Einnahmequelle erkannt und führte zu wesentlichen Veränderungen des Ortsbildes. Es entstanden Hotels und Villen, aber auch einfache Hütten im Trampstil . Im Jahre 1924 wurde der Ortsname in Jíloviště abgeändert. 1928 wurde die neue Straße von Zbraslav über Žabovřesky und Baně nach Jíloviště eingeweiht. 1927 wurde Jíloviště dem Okres Praha-venkov und 1942 dem Okres Praha-venkov-jih zugeordnet. 1930 wurde das Dorf elektrifiziert. Im Jahre 1949 wurde die Gemeinde dem Okres Praha-jih zugewiesen, seit 1961 gehört sie zum Okres Praha-západ. In den 1950er und 1960er Jahren errichteten vor allem Prager ihre Wochenendhäuser in Jíloviště. 1960 wurde Trnová wieder eingemeindet, 1980 kam noch Klínec als Ortsteil hinzu. Zwischen 1959 und 1961 erfolgte auf der Kopanina der Bau des 193,5 m hohen Fernsehturmes Cukrák. In den 1970er Jahren wurden die ersten neuneinhalb Kilometer der Straße I/4 zwischen Lahovice und Jíloviště westlich an Zbraslav vorbeigeführt und vierspurig ausgebaut; eine 32 Kilometer lange Verlängerung nach Skalka wurde anschließend bis in die 1980er Jahre als Schnellstraße R 4 gebaut. Am 24. November 1990 bildeten sowohl Trnová als auch Klínec wieder eigene Gemeinden. Neben dem Cinema Palace Hotel befindet sich heute eine Zollschule.

## Gemeindegliederung
Für die Gemeinde Jíloviště sind keine Ortsteile ausgewiesen. Grundsiedlungseinheiten sind Jíloviště (Julowischt) und Strnady II (Strnad II). Zu Jíloviště gehört außerdem die Einschicht Jílovišťská Myslivna.

## Bergrennen Zbraslav–Jíloviště
Das internationale Automobilrennen Zbraslav–Jíloviště gehört weltweit zu den ältesten Bergrennen. Der erste Lauf wurde im Jahre 1908 zum Abschluss des Prager Autosalons ausgetragen. Der Start erfolgte auf dem Königsaaler Markt, die fünfeinhalb Kilometer lange Strecke führte über den Hügel Cukrák (411 m n.m.) nach Jíloviště. Sieger der Erstauflage war Otto Hieronymus mit einem Wagen von Laurin & Klement. Später gab es außer dem Automobilrennen auch ein Motorradrennen. Im Jahr 1926 gewann Eliška Junková das Automobilrennen mit einem neuen Streckenrekord und ließ dabei auch ihren Mann Čeněk Junek hinter sich. Sie war damit die erste Frau, die in einem Automobilrennen siegte. Ab 1928 wurde das Rennen auf der neuen Asphalt- und Pflasterstraße zwischen Zbraslav und Jíloviště ausgetragen. Im Jahr 1930 lieferten sich Rudolf Caracciola und Hans Stuck auf der Strecke einen Zweikampf, wobei Caracciola mit seinem Mercedes SSKL das Rennen mit einer absoluten Rekordzeit von 2:42,7 Minuten mit 11 Sekunden Vorsprung vor Stuck gewann und dabei mit einer durchschnittlichen Geschwindigkeit von 123,8 km/h fuhr. Mit dem Zweiten Weltkrieg kam das Rennen zum Erliegen.
1968 wurde das traditionsreiche Rennen als Oldtimerrennen wiederbelebt. Jährlich am Samstag des neuen Schuljahres startet das vom Veteran Car Club Praha organisierte Revival um den Eliška-Junková-Pokal auf dem Markt von Zbraslav über vier Kilometer nach Jíloviště.

## Sehenswürdigkeiten
- Burgstall Kazín auf einem Felssporn (233 m n. m.) a Humenská (246 m n. m.).
- Burgstall Humensko auf einem Felssporn (246 m n. m.) über der Berounka, archäologische Fundstätte
- Hotel Hubertus, Neorenaissancebau aus den Jahren 1921–1922, er wird volkstümlich Schloss Jíloviště genannt
- Hotel Palace im Westteil des Dorfes, heute Cinema Palace Hotel, erbaut 1926
- Villa des Prager Oberbürgermeisters Karel Baxa
- Villa des Prager Oberbürgermeisters und Ministers Petr Zenkl
- Fernsehturm Cukrák auf der Kopanina
- Wegekreuz an der ul. Pražská, errichtet 1884